# Eduard Reut-Nicolussi
Eduard Reut-Nicolussi (Trento, 1888 — Innsbruck, 1958) foi um advogado e político tirolês, combatente pela liberdade.

## Juventude
Nascido no então Império Austro-húngaro, era filho de Mattäus Reut-Nicolussi, oriundo de Luserna no Tirol Italiano (atual Trentino). Frequentou o Ginásio de língua alemã de Trento e falava perfeitamente o italiano e o alemão. Seu pai era professor do ensino fundamental em Trento.
Na juventude, frequentou a Faculdade de Direito da Universidade de Innsbruck, onde tornou-se professor de Direito Internacional. Em 1947, Eduard Reut-Nicolussi tornou-se reitor da Universidade.
Durante a Primeira Guerra Mundial, combateu enquanto oficial austríaco (Kaiserjäger), tendo recebido a Medalha de Ouro por valor militar por sua dedicação absoluta. Após a guerra, em 1918, o Tirol foi divido entre a Áustria e a Itália. Sobre a entrada das tropas italianas em Trento, ele escreveu: "A Itália nunca ganhou. Em três anos e meio de luta, não conseguiu ganhar um único centímetro de terra tirolesa. (...) Com justificado orgulho, nós podemos sempre afirmar: com as mesmas forças foi um trabalho fácil para nós derrotar o inimigo. Mas tudo acabou em destruição e derrota".

## Vida política
Nicolussi é lembrado como o "defensor do Tirol do Sul", colocando a questão tirolesa em um nível internacional, por causa da "limpeza étnica" que o fascismo promovia na antiga terra austríaca.
Eleito membro da Assembleia Nacional em Viena, no final da Primeira Guerra Mundial, foi chamado a Roma para representar a Câmara dos Deputados da província de Bolzano (representando a coligação Deutscher Verband (DV), entre os católicos conservadores do "Partido Popular Tirolês" e do "Freiheitliche Partei". Representando a província de Trento, encontrava-se Alcide De Gasperi. Ambos lutaram contra o fascismo, pagando com um longo exílio suas ações políticas.
No final da Segunda Guerra Mundial, Nicolussi mantinha "embates" políticos com De Gasperi, onde salientava oficialmente sobre a possibilidade de anexação do sul do Tirol na República Austríaca. Assim manifestou sua proposta a De Gasperi:
'"Excelência, os argumentos em favor da fronteira de Brennero [divisa austro-italiana] não valem numa sincera análise à luz da justiça democrática. Contudo, é verdade que em cada nação, como em cada indivíduo, duas almas competem para o domínio. Nesses rígidos vinte anos de opressão fascista, nós Tiroleses acabamos conhecendo aquele lado da alma italiana que se dispôs ao uso da força. Mas também sabemos que um amor magnânimo de liberdade está profundamente enraizado no coração dos italianos.
Lidere o caminho, Excelência, nesta nobre corrente de caráter nacional, reconhecendo aos Tiroleses o direito de decidir sobre o destino de sua nação. Com isso, Vossa Excia. adquirirá para sua pátria um triunfo muito maior que a vantagem falaciosa que a dominação jamais poderá representar sobre algumas centenas de milhares de pessoas forçadas.
Dr. Eduard Reut-Nicolussi morreu 18 de julho de 1958 em Innsbruck, na idade de 70 anos. Em seu túmulo, esculpida em pedra, aparece a seguinte mensagem: Er liebte die Freiheit und Tirol ("Ele amava a liberdade e o Tirol").